# Sajókaza megállóhely
Sajókaza megállóhely egy Borsod-Abaúj-Zemplén vármegyei vasúti megállóhely Sajóivánka településen, a helyi önkormányzat üzemeltetésében. A megállóhely jegypénztár nélküli, nincs jegykiadás.
Közúti megközelítését a 26-os főútból, annak 26+150-es kilométerszelvénye közelében észak felé kiágazó, mindössze 55 méteres hivatalos hosszúságú, 26 303-as számú mellékút biztosítja.
2020. december 13-ától csak napi 1 pár vonat áll meg a megállóhelyen, a többi vonat megállás nélkül áthalad, amik helyett autóbuszok közlekednek, csatlakozást biztosítva a vonatokra Kazincbarcika és Putnok állomáson. 2021. április 11-étől napi 2 pár vonat áll meg itt.

## Vasútvonalak
A megállóhelyet az alábbi vasútvonalak érintik:
- Miskolc–Bánréve–Ózd-vasútvonal

## Kapcsolódó állomások
A megállóhelyhez az alábbi állomások vannak a legközelebb:
- Kazincbarcika vasútállomás (Miskolc–Bánréve–Ózd-vasútvonal)
- Vadna megállóhely (Miskolc–Bánréve–Ózd-vasútvonal)

## Megközelítés tömegközlekedéssel
- Távolsági busz:  1054, 1369, 1384, 1410, 1411
- Helyközi busz:  3408, 3770, 3773, 4057, 4058, 4059, 4060, 4061, 4062, 4063, 4065, 4066, 4067, 4069, 4153, 4154

## Forgalom
| Járat        | Útvonal | Gyakoriság |
| ------------ | --- | ---------- |
| személyvonat | Miskolc-Tiszai – Miskolc-Gömöri – Sajóecseg – Sajószentpéter – Kazincbarcika alsó – Kazincbarcika – Sajókaza – Vadna – Dubicsány – Putnok – Pogonyipuszta – Bánréve – Bánrévei Vízmű – Ózd alsó – Ózd | Napi 2 pár |